# Берёзов, Георгий Сергеевич
Георгий Сергеевич Берёзов (31 марта 1995 года, Владикавказ, Северная Осетия, Россия) — российский футболист, полузащитник.

## Биография
Воспитанник осетинского футбола. Несколько лет выступал в командах из чемпионате Крыма. В России на профессиональном уровне играл за «Дружбу». В 2019 году помог «Каспию» Актау пробиться в казахстанскую Премьер-лигу. В августе 2020 года перешел в грузинскую «Чихуру». Дебютировал в Эровнули-лиги 9 сентября в матче против «Локомотива» Тбилиси (1:4). В 2022 году выступал за армянский клуб «Вест Армения». В 2023-м играл за крымский клуб «Алустон-ЮБК». В августе 2023 года перешёл в Кызылташ.

## Достижения
- Серебряный призёр Первой лиги Казахстана (1): 2019.